# Processo di Wiener

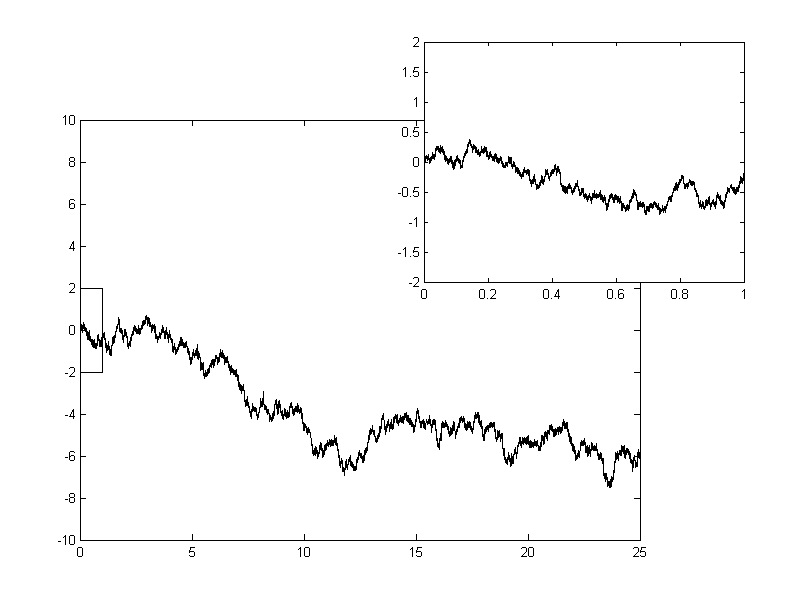
Una singola traiettoria di un processo di Wiener unidimensionale

In matematica, un processo di Wiener, conosciuto anche come moto browniano, è un processo stocastico gaussiano in tempo continuo con incrementi indipendenti, usato per modellizzare il moto browniano stesso e diversi fenomeni casuali osservati nell'ambito della matematica applicata, della finanza e della fisica. È uno dei processi di Lévy meglio conosciuti.
Il processo di Wiener ricopre un ruolo importante anche in matematica pura, dove diede vita allo studio della martingala a tempo continuo, che risultò fondamentale per la descrizione  e la modellizzazione di processi stocastici più complessi. Per questo, questo tipo di processo ricopre un ruolo vitale nel calcolo stocastico, nei processi di diffusione e anche nella teoria del potenziale.
In matematica applicata, il processo di Wiener è usato per rappresentare l'integrale del rumore bianco gaussiano; ed è molto utile come modello del rumore in ingegneria elettronica, nella teoria dei filtri e per rappresentare gli ingressi sconosciuti nella teoria dei controlli.

## Definizione
Un processo di Wiener {\displaystyle W_{t}} è caratterizzato dalle seguenti condizioni:
- Il processo parte da 0, ovvero {\displaystyle W_{0}=0} quasi certamente;
- Le traiettorie, ovvero le funzioni {\displaystyle t\to W_{t}} sono continue quasi certamente;
- Il processo ha incrementi indipendenti, ovvero, scelti quattro tempi {\displaystyle 0\leq s_{1}\leq t_{1}\leq s_{2}\leq t_{2}} (gli intervalli {\displaystyle (s_{1},t_{1})} e {\displaystyle (s_{2},t_{2})} non si intersecano), allora

{\displaystyle \ W_{t_{1}}-W_{s_{1}}} e {\displaystyle \ W_{t_{2}}-W_{s_{2}}}
sono variabili casuali indipendenti.
- Il processo ha incrementi gaussiani, ovvero scelti due tempi {\displaystyle s\leq t}

{\displaystyle \ W_{t}-W_{s}\sim N\left(0,(t-s)\right)}
dove {\displaystyle \ N(0,(t-s))} denota una distribuzione normale con media {\displaystyle 0} e varianza {\displaystyle (t-s)};

## Proprietà
Dalla definizione segue che, per ogni {\displaystyle t}, la variabile aleatoria {\displaystyle W_{t}} ha legge gaussiana {\displaystyle N(0,t)}. Da questo fatto possono essere ricavate le seguenti proprietà:
- La funzione di densità di {\displaystyle W_{t}} ha legge

{\displaystyle f_{W_{t}}(x)={\frac {1}{\sqrt {2\pi t}}}e^{-{\frac {x^{2}}{2t}}}.}
- Il valore atteso è nullo

{\displaystyle \mathbb {E} [W_{t}]=0.}
- La varianza è pari a {\displaystyle t}

{\displaystyle \operatorname {Var} (W_{t})=t.}
- La covarianza tra {\displaystyle W_{s}} e {\displaystyle W_{t}} è pari al minimo tra {\displaystyle s} e {\displaystyle t}

{\displaystyle \operatorname {cov} (W_{s},W_{t})=\min(s,t),}
- La correlazione tra {\displaystyle W_{s}} e {\displaystyle W_{t}} è pari a

{\displaystyle \operatorname {corr} (W_{s},W_{t})={\sqrt {\frac {\min(s,t)}{\max(s,t)}}}.}

### Massimo e minimo
Sia {\displaystyle M_{t}=\max _{0\leq s\leq t}(W_{s})} il massimo raggiunto dal moto browniano nell'intervallo {\displaystyle [0,t]}. La densità di probabilità incondizionata di {\displaystyle f_{M_{t}}(m)} è data da:
{\displaystyle f_{M_{t}}(m)={\sqrt {\frac {2}{\pi t}}}e^{-{\frac {m^{2}}{2t}}},\ \ m\geq 0}.
Il valore atteso del massimo è:
{\displaystyle \mathbb {E} [M_{t}]={\sqrt {\frac {2t}{\pi }}}}
Se invece {\displaystyle m_{t}=\min _{0\leq s\leq t}(W_{s})} è il minimo raggiunto dal moto browniano in {\displaystyle [0,t]}, per simmetria dello stesso la densità di probabilità incondizionata di {\displaystyle f_{m_{t}}(m)} è data da:
{\displaystyle f_{m_{t}}(m)={\sqrt {\frac {2}{\pi t}}}e^{-{\frac {m^{2}}{2t}}},\ \ m\leq 0}.
Il valore atteso del minimo è: 
{\displaystyle \mathbb {E} [m_{t}]=-{\sqrt {\frac {2t}{\pi }}}}
La distribuzione di probabilità di massimi e minimi, condizionata a un valore {\displaystyle W_{t}} prefissato, è descritta in "Distribuzione di probabilità dei punti estremanti di un processo stocastico di Wiener" . Nel caso del minimo, la distribuzione di probabilità condizionata a un valore prefissato {\displaystyle W_{t}} è:
{\displaystyle \,F_{m_{W_{t}}}(m)=Pr(m_{W_{t}}=\min _{0\leq s\leq t}W(s)\leq m\ |\ W(t)=W_{t})=\ \ e^{-2{\frac {m(m-W_{t})}{t}}}\ \,{\text{,}}\,\ \ m<\min(0,W_{t})}

### Proprietà di scaling
Se {\displaystyle W_{t}} è un moto browniano, allora
- {\displaystyle V_{t}=W_{t+s}-W_{s}} è un moto browniano
- {\displaystyle V_{t}=-W_{t}} è un moto browniano
- Per ogni {\displaystyle c>0}, {\displaystyle V_{t}=cW_{t/c^{2}}} è un moto browniano
- Il processo {\displaystyle Z_{t}} tale che {\displaystyle Z_{0}=0} e {\displaystyle Z_{t}=tW_{1/t}} per {\displaystyle t>0} è un moto browniano.

### Regolarità delle traiettorie
Il moto browniano è continuo quasi certamente per definizione. Se si elimina questa condizione dalla sua caratterizzazione, si ottiene un processo non necessariamente continuo. Utilizzando il teorema di continuità di Kolmogorov si può però dimostrare che questo processo ha comunque una versione continua quasi certamente. In questo senso, la condizione di continuità seleziona proprio questa versione.
Utilizzando lo stesso teorema, si dimostra anche che quasi certamente ogni traiettoria del moto browniano è holderiana di esponente {\displaystyle \gamma } solo per {\displaystyle \gamma <{\frac {1}{2}}}.
Pur essendo continua su tutto il proprio dominio, la traiettoria del moto browniano non è derivabile in nessun punto.

### Comportamento asintotico
La legge del logaritmo iterato afferma che, se {\displaystyle W_{t}} è un moto browniano, allora 
{\displaystyle \limsup _{t\to +\infty }{\frac {|W_{t}|}{\sqrt {2t\log \log t}}}=1,\quad {\text{quasi certamente}}.}

### Proprietà di martingala
Il processo di Wiener è una martingala. Più in particolare, se {\displaystyle W_{t}} è un processo di Wiener e {\displaystyle p(x,t)} è un polinomio che soddisfa
{\displaystyle \left({\frac {\partial }{\partial t}}+{\frac {1}{2}}{\frac {\partial ^{2}}{\partial x^{2}}}\right)p(x,t)=0,}
allora {\displaystyle M_{t}:=p(W_{t},t)} è una martingala.

## Differenziale del processo di Wiener
Se si considera il processo di Wiener in corrispondenza di un lasso di tempo sufficientemente piccolo si ottiene l'incremento infinitesimo di tale processo nella forma
la quale può scriversi come 
Tale processo non è a variazione limitata, e per questo non risulta differenziabile nell'ambito dell'analisi classica. Infatti la precedente tende ad infinito al tendere a zero dell'intervallo {\displaystyle \ dt}.
Accantonati in parte gli strumenti dell'analisi classica, il differenziale del processo di Wiener può essere comunque definito in senso stocastico.
Infatti, essendo la varianza di tale processo {\displaystyle \ {\textrm {E}}(W_{t}^{2})-{\textrm {E}}^{2}(W_{t})=t} ed essendo il valore atteso di tale processo nullo {\displaystyle \ {\textrm {E}}(W_{t})={\textrm {E}}^{2}(W_{t})=0} si ha che la media quadratica del processo di Wiener coincide con il tempo trascorso, ovvero {\displaystyle \ {\textrm {E}}(W_{t}^{2})=t}.
In base a ciò possiamo definire il differenziale di un processo di Wiener tramite il differenziale della media quadratica di tale processo.
Ovvero il differenziale di {\displaystyle \ W_{t}} rispetto al tempo è {\displaystyle \ dW_{t}} in quanto il differenziale di {\displaystyle \ t} è {\displaystyle \ dt}.
In altre parole il differenziale di un processo di Wiener è quel processo la cui media quadratica coincide con il differenziale della media quadratica del processo di Wiener da differenziare.
(In formule {\displaystyle \ E(dW_{t}^{2})=dE(W_{t}^{2})})
In base a quanto sopra esposto si può definire il differenziale di un processo di Wiener con la formula
la quale, confrontata con la (1), mostra che secondo l'approccio stocastico {\displaystyle \ \delta W_{t}} coincide proprio con {\displaystyle \ dW_{t}}, e sussistono le proprietà {\displaystyle \ {\textrm {E}}(dW_{t})=0} ed {\displaystyle \ {\textrm {var}}(dW_{t})=dt}.
In termini meno formali il differenziale del processo di Wiener non è altro che un processo di Wiener considerato in un lasso di tempo infinitesimo.
Un'interessante proprietà del processo di Wiener è l'approssimativa non stocasticità del fattore {\displaystyle \ dW_{t}^{2}} al tendere a zero del fattore temporale {\displaystyle \ dt}.